# 巴特贝根
巴德贝根是德国下萨克森州的一个市镇。总面积79.12平方公里，总人口4600人，其中男性2433人，女性2167人（2011年12月31日），人口密度58人/平方公里。